# Statistisk fluktuation
Statistiske fluktuationer er tilfældige variationer i en værdi, fordi den er et resultat af en stokastisk process. Statistiske fluktuationer spiller således en vigtig rolle i bl.a. statistisk mekanik og finansmarkedet. Matematisk kan statistiske fluktuationer beskrives med variansen eller standardafvigelsen.

## Eksempel: Plat eller krone
Et meget simpelt eksempel er at slå plat eller krone med to ærlige mønter. Sandsynligheden for at slå krone er 50 %,
{\displaystyle p=0.5}
så i gennemsnit vil én af mønterne lande på krone
{\displaystyle \langle h\rangle =1}
I praksis vil resultatet dog fluktuere, i det begge kan lande på krone eller begge på plat. I dette eksempel er der 25 % sandsynlighed for to gange plat og ligeledes 25 % sandsynlighed for to gange krone. Der er ligeledes 25 % sandsynlighed for at første mønt er krone og den anden er plat, samt 25 % sandsynlighed for at den første er plat og den anden krone. Da begge kombinationer giver én krone, er der samlet 50 % sandsynlighed for at få én krone.
Når flere mønter kastes samtidig, er der endnu flere kombinationsmuligheder, som giver 50 % krone, mens der stadig kun er én kombination, hvor alle mønter lander på plat. 0.5 og nærliggende resultater derfor mere og mere sandsynlige, mens mere ekstreme resultater bliver mindre og mindre sandsynlige. Jo større et system er, jo mindre betydning vil statistiske fluktuationer altså have.
Eksemplet med plat eller krone beskrives matematisk med binomialfordelingen.

## Termiske fluktuationer
En udbredt form for fluktuationer er inden for statistisk mekanik termiske fluktuationer, der kommer af at et system har en temperatur. Termiske fluktuationer forsvinder typisk ved den makroskopiske termodynamik - dvs. at fx trykket i en gasbeholder ikke målbart fluktuerer - fordi fluktuationerne er for små i forhold til systemets størrelse. Dette kaldes for den termodynamiske grænse.